# Erriyon Knighton
Erriyon Knighton (ur. 29 stycznia 2004) – amerykański lekkoatleta, specjalizujący się w biegach sprinterskich.
W 2021 zajął miejsce tuż za podium na igrzyskach olimpijskich w Tokio. Rok później zdobył brązowy medal na dystansie 200 metrów podczas mistrzostw świata w Eugene. Podczas kolejnej edycji zawodów w Budapeszcie (2023) wywalczył srebro.
Medalista mistrzostw USA.
Rekordy życiowe: bieg na 100 metrów – 10,04 (16 kwietnia 2022, Gainesville) / 9,98w (1 kwietnia 2023, Gainesville); bieg na 200 metrów – 19,49 (30 kwietnia 2022, Baton Rouge), rekord świata juniorów, 4. wynik w historii światowej lekkoatletyki. Do zawodnika należy również najlepszy wynik do lat 18 – 19,84 (27 czerwca 2021, Eugene).

## Osiągnięcia
| Rok  | Impreza              | Miejsce   | Konkurencja        | Pozycja    | Wynik |
| ---- | -------------------- | --------- | ------------------ | ---------- | ----- |
| 2021 | Igrzyska olimpijskie | Tokio     | bieg na 200 metrów | 4. miejsce | 19,93 |
| 2022 | Mistrzostwa świata   | Eugene    | bieg na 200 metrów | 3. miejsce | 19,80 |
| 2023 | Mistrzostwa świata   | Budapeszt | bieg na 200 metrów | 2. miejsce | 19,75 |